# Водогін

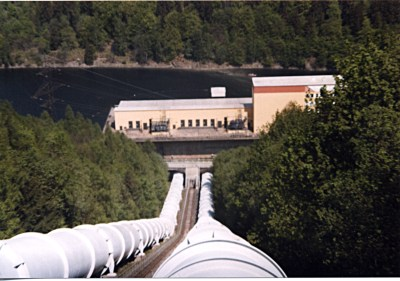
Водоводи до гідроелектростанції.

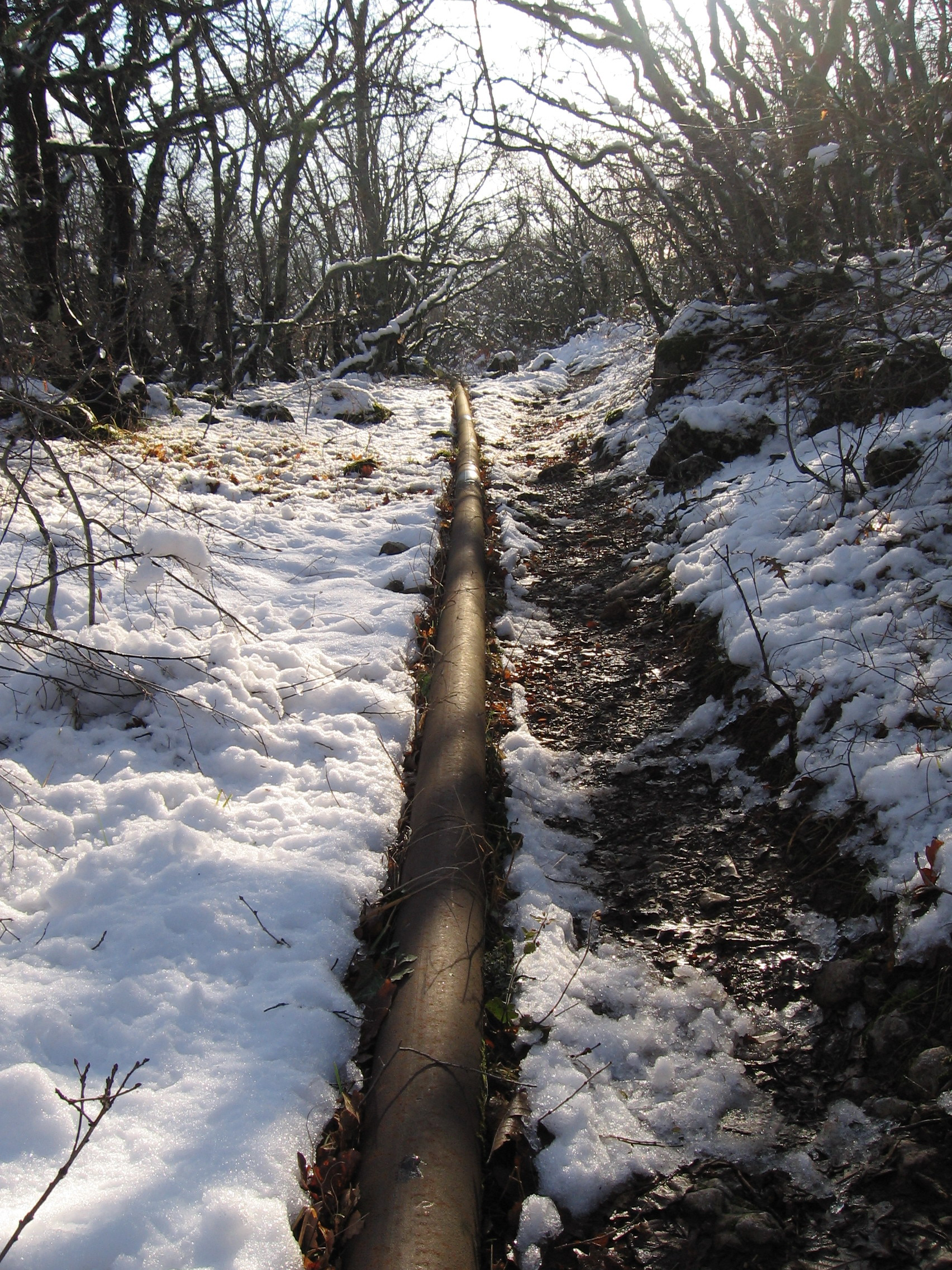
Місцевий водогін. Кримські гори.

Водогі́н або водопрові́д — сукупність споруд, що охоплює: водозабір, водопровідні насосні станції, станцію очищення води або водопідготовки, водопровідну мережу і резервуари для забезпечення споживачів водою певної якості.

## Різновиди
- Груповий водогін — водопровід, що подає воду споживачам кількох населених пунктів.
- Магістральний водогін — водопровід, до якого приєднуються розподільні водоводи.
- Водогін шахтний (англ. mine water pipeline; нім. unterirdische Wasserleitung) — система трубопроводів, котрі забезпечують подавання води для пилопридушення, локалізації і гасіння підземних пожеж (див. пожежі рудникові). Трубопроводи встановлюють, як правило, об'єднаними, і вся система складає пожежно-зрошувальний водогін, який повинен бути постійно заповнений водою під тиском. Шахтні водопроводи можуть бути тупиковими або кільцевими. Мережа шахтних водогонів в підземних виробках складається з магістральних і дільничних ліній (діаметр не менше 100 мм). Шахтні водогони обладнується пожежними кранами, тиск води у яких під час гасіння пожежі повинен бути 0,6-1,5 МПа, а в бремсберґах і схилах — не більше 2 МПа.

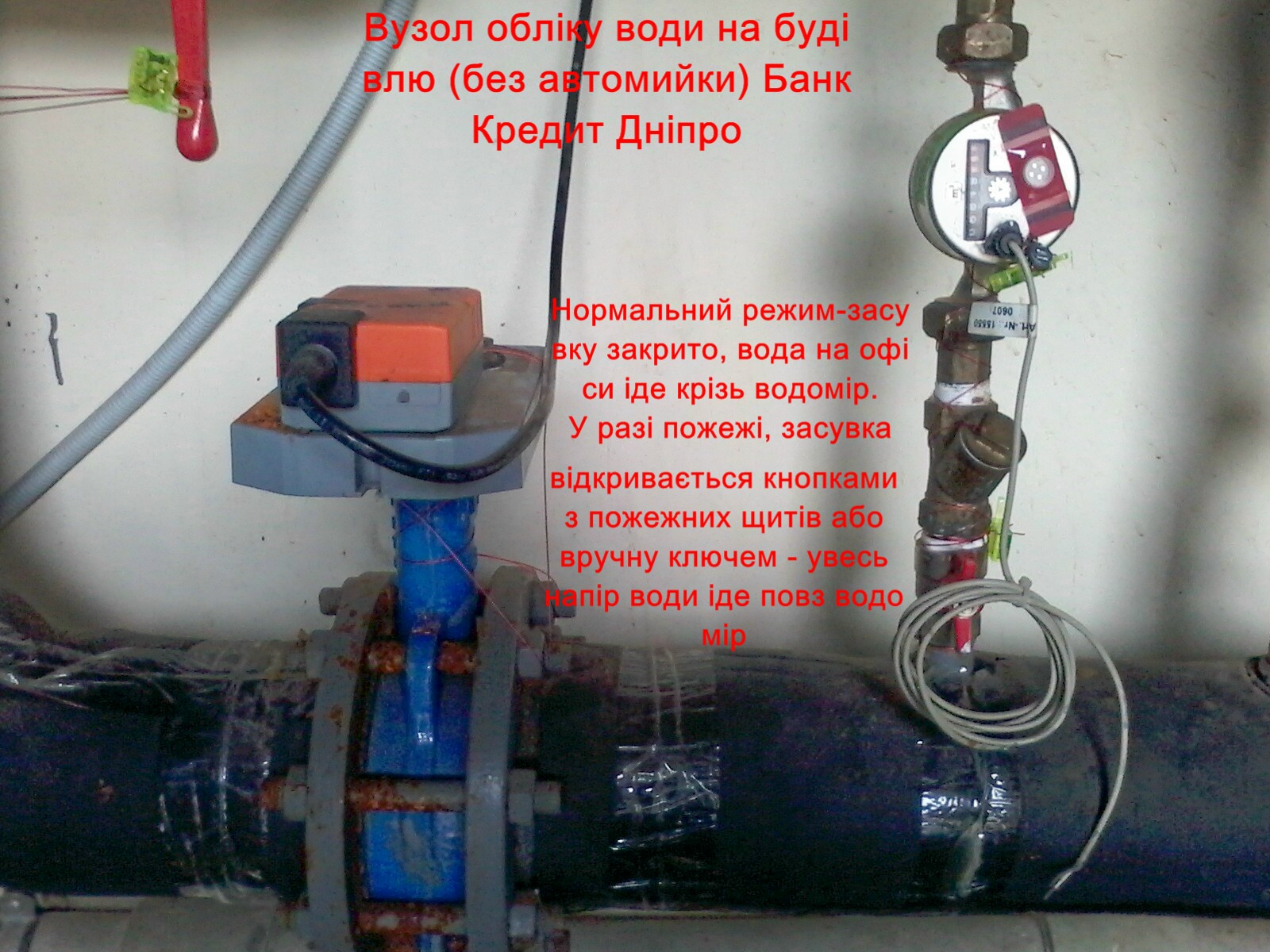
Електромеханічна засувка на водогоні

- Електромеханічна засувка на водогоніГосподарсько-пожежний водогін — використовується найчастіше в офісних будівлях з обов'язковою установкою електромеханічної засувки, яка керується автоматично та вручну. У звичайних умовах, засувку закрито, і вода до споживачів офісу, поступає крізь обхід (байпас) та водомір, а у разі пожежі, засувка відчиняється і вода, повністю поступає до пожежних кранів.

Аварією на водопровідній мережі вважається пошкодження трубопроводу, споруди чи обладнання мережі, що викликає повне або часткове (більше 30 процентів розрахункового обсягу) припинення подавання води окремим абонентам або групі абонентів.

## Виноски
1. ↑  Водогін // Великий тлумачний словник сучасної української мови (з дод. і допов.) / уклад. і гол. ред. В. Т. Бусел. — 5-те вид. — К. ; Ірпінь : Перун, 2005. — ISBN 966-569-013-2.
2. 1 2  ДСТУ 2569-94 Водопостачання і каналізація. Терміни та визначення.
3. ↑  Державний комітет України по житлово-комунальному господарству Наказ «Про затвердження Інструкції обліку та класифікації аварій на міських водопровідних та каналізаційних системах» (Інструкція, п.3) 16.12.1992 N 71